# محوطه جنگل ۲
محوطه جنگل ۲ مربوط به هزاره سوم قبل از میلاد - سده‌های متاخر دوران‌های تاریخی پس از اسلام است و در شهرستان سرباز، بخش مرکزی، دهستان پارود، ۳ کیلومتری غرب روستای جنگل واقع شده و این اثر در تاریخ ۲۷ اسفند ۱۳۸۷ با شمارهٔ ثبت ۲۶۵۲۱ به‌عنوان یکی از آثار ملی ایران به ثبت رسیده است.